# 박경민 (1999년)
박경민(한국 한자: 朴耿敏, 1999년 8월 2일 ~ )은 대한민국의 축구 선수이며 포지션은 수비수이다.